# Michel Ekman
Michel Flemmingsson Ekman, född 25 februari 1956 i Helsingfors, är en finlandssvensk litteraturkritiker och litteraturvetare. Han är litteraturkritiker i Hufvudstadsbladet sedan 1986 och i Svenska Dagbladet sedan 1992. År 2004 disputerade han på Åbo Akademi med en avhandling om Johan Ludvig Runeberg: Kaos, ordning, kaos: Människan i naturen och naturen i människan hos J. L. Runeberg.
Han har bland annat tilldelats Hallbergska priset av Svenska litteratursällskapet i Finland (2012) och Svenska Akademiens Finlandspris (2014) samt Svenska litteratursällskapets pris för Kaos, ordning, kaos (2005) och för Självbiografiskt lexikon (2018).